# Варт-Вайнинген
Варт-Вайнинген (нем. Warth-Weiningen) — коммуна в Швейцарии, в кантоне Тургау. 
Входит в состав округа Фрауэнфельд. Население составляет 1174 человека (на 31 декабря 2007 года). Официальный код  —  4621.